# Braya
Braya — рід трав'янистих рослин родини капустяні (Brassicaceae). Населяє альпійські, субарктичні або помірні регіони Азії, Європи та Північної Америки. Типовий вид — Braya alpina Sternb. & Hoppe. Етимологія: рід названо на честь німецького дипломата Франца Габріеля фон Брая (нім. Franz Gabriel von Bray, 1765—1832), президента Регенсбурзького ботанічного товариства.

## Опис
Трава багаторічна (1.2)3.5–20(33) см заввишки, як правило, запушена або волосиста. Каудекс від простого до значно розгалуженого. Стрижневий корінь присутній. Базальні листки черешчаті, прості, цілі або зубчасті, рідко перисті. Листові пластини довжиною (4)10–40(80) мм, й шириною (0.3)0.6–5(9) мм. Стеблові листки відсутні, рідше нечисленні, сидячі або майже так, не опущені, цілі або рідко зубні. Китиці подовжуються чи ні у час плодоношення. Чашолистків 4, розміром (0.6)1–2 × (1.6)2–3.5(3.7) мм, зелені, або фіолетові, або рожеві, яйцеподібні або довгасті, рано опадають або стійкі, підняті, краї мембранні. Пелюсток 4, розміром 2–5(7.5) × 1–3(4.2) мм, білі, рожеві або фіолетові, рідше жовті, довші, ніж чашолистки; верхівки тупі або округлі. Тичинок 6. Плід — стручок: лінійний, довгастий, яйцеподібний або ланцетний, циліндричний, сидячий. Насіння 5–40, однорядне або рідко дворядне, без крил, довгасте або яйцеподібне, пухле, довжина 1–1.4 мм, коричневе або жовтувате.

## Список видів
- Braya alpina Sternb. & Hoppe
- Braya fernaldii Abbe
- Braya forrestii W.W.Sm.
- Braya glabella Richardson
- Braya humilis (C.A. Mey.) B.L. Rob.
- Braya linearis Rouy
- Braya longii Fernald
- Braya pilosa Hook.
- Braya rosea (Turcz.) Bunge
- Braya scharnhorstii Regel & Schmalh.
- Braya thorild-wulffii Ostenf.